# Go-around

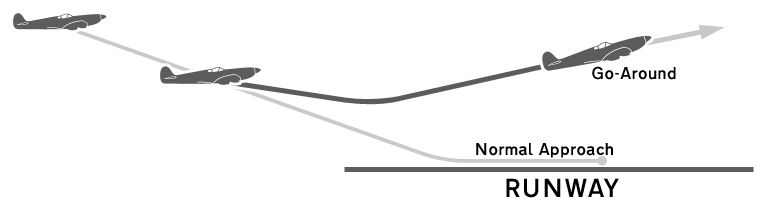
Illustration av go-around

Go-around är en flygteknisk term för en avbruten landning av ett flygplan som befinner sig i ett sent stadium av en inflygning till en flygplats.
Termen go-around har uppstått från det traditionella sättet att landa på flygplatser, enligt vilket ett ankommande flygplan först ansluter sig till en rundflygande kö innan det ges tillfälle att landa. Om flygplanets pilot då av någon anledning bestämmer sig för att avbryta en påbörjad landning, eller beordras att avbryta av flygledaren, så kan piloten då bara avbryta och åter ansluta sig till den rundflygande kön på en högre höjd. Termen används även för flygplanslandningar idag, även om dessa inte sker enligt det traditionella mönstret för cirkulära rörelser före landning.
När en go-around initieras, drar piloten på fullt gaspådrag och väljer en lämplig stigningsvinkel, fäller in landningsställen då flygplanet har kommit i stigning och justerar vingklaffarna.
Beträffande landning av militära flygplan på ett hangarfartyg, används i stället termen wave-off. Piloten drar rutinmässigt på full gas omedelbart vid första kontakten med landningsbanan som en säkerhetsåtgärd ifall flygplanets bromskrok skulle ha missat någon av de allra första bromsvajrarna. Bromsvajrarnas kapacitet räcker till för att stanna planet trots detta gaspådrag.  